# Babcock (Wisconsin)
Babcock – jednostka osadnicza w Stanach Zjednoczonych, w stanie Wisconsin, w hrabstwie Wood.